# 70's Robot Anime: Geppy-X
70's Robot Anime: Geppy-X ('70年代風ロボットアニメ ゲッP-X, '70 Nendaifū Robotto Anime Geppī-ekkusu) est un jeu vidéo shoot them up sorti en 1999 sur PlayStation uniquement au Japon. Le jeu a été développé et édité par Aroma.